# Tweede Kamerverkiezingen 1986/Kandidatenlijst/Federatieve Groenen
Dit is de kandidatenlijst voor de Tweede Kamerverkiezingen 1986 van de Federatieve Groenen.

## De lijst
1. Marten Bierman - 13.708 stemmen
2. Hein Westerouen van Meeteren - 1.031
3. Peter Simons - 338
4. Frans Eppink - 129
5. Peter Bisschop - 239
6. Carla Seelemeijer - 1.223
7. Jan van Aken - 89
8. Theresia Scheers - 144
9. Jan Boerstoel - 76
10. Ad van der Kraan - 49
11. Bram Moerland - 245
12. Marianne Hartzuiker - 236
13. Evert Voogd - 31
14. Tijtsje Slotboom - 84
15. Bart Kuiper - 28
16. Cor Aakster - 82
17. Michel Jehae - 112
18. Ineke van der Maat - 88
19. Ashok van Zalen - 74
20. Bessie Schadee - 64
21. Tamar de Vries - 53
22. Harry Burgers - 37
23. Leo Buis - 21
24. Antoon Boers - 26
25. E.J. Schinning - 13
26. Rinus Schmale - 44
27. Marlou Giepmans - 45
28. Job Jongkind - 26
29. Marijke Willems - 105
30. Hans Rijnders - 201

PvdA · CDA · VVD · D66 · PSP · SGP · CPN · PPR · RPF · GPV · EVP · AR'85 · Centrumdemocraten · Federatieve Groenen · VCN · Centrumpartij · PGI · SP · Partij voor Ambtenaren en Trendvolgers · Lijst 19 (kieskring 9) · God Met Ons · Partij voor de Middengroepen · Loesje · Humanistische Partij · SAP · Partij Algemeen Belang · Lijst 27
1986 · 1989 · 1994 · 1998 · 2006 · 2021 · 2023